# Kangtorp Akas Khemarak Phumin
La Kangtorp Akas Khemarak Phumin, conosciuta anche internazionalmente con la designazione di Royal Cambodian Air Force abbreviata RCAF, è l'aeronautica militare della Cambogia e parte integrante delle forze armate cambogiane.

## Aeromobili in uso
Sezione aggiornata annualmente in base al World Air Force di Flightglobal del corrente anno. Tale dossier non contempla UAV, aerei da trasporto VIP ed eventuali incidenti accorsi durante l'anno della sua pubblicazione. Modifiche giornaliere o mensili che potrebbero portare a discordanze nel tipo di modelli in servizio e nel loro numero rispetto a WAF, vengono apportate in base a siti specializzati, periodici mensili e bimestrali. Tali modifiche vengono apportate onde rendere quanto più aggiornata la tabella.
| Aeromobile                   | Origine          | Tipo                                    | Versione (denominazione locale) | In servizio (2024) | Note                                       | Immagine           |
| Aerei da trasporto           |                  |                                         |                                 |                    |                                            |                    |
| Antonov An-24 Coke           | Unione Sovietica | aerei da trasporto                      | An-24RV                         | 2                  | 3 consegnati.                              |                    |
| Britten-Norman BN-2 Islander | Regno Unito      | aerei da trasporto                      | BN-2A-21                        | 1                  | 5 consegnati.                              |                    |
| Harbin Y-12 Turbo Panda      | Cina             | aerei da trasporto                      | Y-12-II                         | 1                  | 2 consegnati.                              |                    |
| Xian MA60 Ark                | Cina             | aereo da trasporto passeggeri           | MA-60H-500                      | 2                  | 2 consegnati.                              |                    |
| Airbus A320                  | Europa           | aereo da trasporto VIP                  | A320                            | 1                  | 1 consegnati.                              |                    |
| Aerei da addestramento       |                  |                                         |                                 |                    |                                            |                    |
| Tecnam P.92 Echo             | Italia           | aereo da addestramento                  | P.92                            | 5                  | 6 consegnati.                              |                    |
| Elicotteri                   |                  |                                         |                                 |                    |                                            |                    |
| Aérospatiale AS 350 Écureuil | Francia          | elicotteri utility                      | AS350BAS355                     | 1                  | Un AS350B ed un AS355 consegnati.          |                    |
| AgustaWestland AW109         | Italia           | elicotteri utility                      | AW109                           | 1                  | 2 AW109 Trekker acquistati nel 2019.       |                    |
| Harbin Z-9 Haitun            | Cina             | elicottero utility Elicottero d'attacco | Z-9                             | 9                  | 12 consegnati.                             | su planephotos.net |
| Mil Mi-8 Hip                 | Unione Sovietica | elicottero da trasporto                 | Mi-8SMi-17                      | 10                 | 10 Mi-8S Hip-C e 7 Mi-17 Hip-H consegnati. | su airliners.net   |
| Mil Mi-26 Halo               | Unione Sovietica | elicottero da trasporto pesante         | Mi-26                           | 2                  | 2 consegnati.                              |                    |

## Aeromobili ritirati
- Aero L-39C/ZA Albatros - 14 consegnati.[2]